# Chessenaz
Chessenaz (se prononce Chessene ou Chessena) est une commune française située dans le département de la Haute-Savoie, en région Auvergne-Rhône-Alpes.
Ses habitants se nomment les Chesseniens.

## Géographie

### Situation
La commune est située 32 km au nord-est d'Annecy, à 4 km après Frangy, et à 13 km avant Bellegarde-sur-Valserine.
Situé sur le plateau de la Semine, à l'ouest de la montagne de Vuache, le village est tourné vers la vallée des Usses. Celle-ci bénéficie d'un climat doux et ensoleillé, avec un relief vallonné creusé par des torrents et la rivière des Usses. La montagne de Vuache est une chaîne dorsale de 13 km de long sur 1,5 km de large d'altitude 700 à 1 101 m (mont Vuache), délimitant l'extrême sud-ouest du bassin genevois.

### Transports et voies de communication
La commune est desservie par :
- la RN 508 section Annecy - Bellegarde-sur-Valserine, et avant Mons, RD 192 ;
- l'autoroute A40, sortie « Éloise » (7 km) ;
- le TGV ou le TER dans les gares de Bellegarde-sur-Valserine (11 km), Seyssel (11 km), Rumilly (23 km), Culoz (24 km) ;
- l'aéroport international de Genève-Cointrin (39 km) ou l'aéroport régional d'Annecy (30 km).

## Urbanisme

### Typologie
Au 1er janvier 2024, Chessenaz est catégorisée commune rurale à habitat dispersé, selon la nouvelle grille communale de densité à sept niveaux définie par l'Insee en 2022.
Elle est située hors unité urbaine. Par ailleurs la commune fait partie de l'aire d'attraction de Genève - Annemasse (partie française), dont elle est une commune de la couronne,. Cette aire, qui regroupe 158 communes, est catégorisée dans les aires de 700 000 habitants ou plus (hors Paris),.

### Occupation des sols
L'occupation des sols de la commune, telle qu'elle ressort de la base de données européenne d’occupation biophysique des sols Corine Land Cover (CLC), est marquée par l'importance des territoires agricoles (70,7 % en 2018), une proportion sensiblement équivalente à celle de 1990 (70,3 %). La répartition détaillée en 2018 est la suivante : 
prairies (33,2 %), forêts (29,3 %), zones agricoles hétérogènes (24,7 %), terres arables (12,7 %).
L'IGN met par ailleurs à disposition un outil en ligne permettant de comparer l’évolution dans le temps de l’occupation des sols de la commune (ou de territoires à des échelles différentes). Plusieurs époques sont accessibles sous forme de cartes ou photos aériennes : la carte de Cassini (XVIIIe siècle), la carte d'état-major (1820-1866) et la période actuelle (1950 à aujourd'hui).

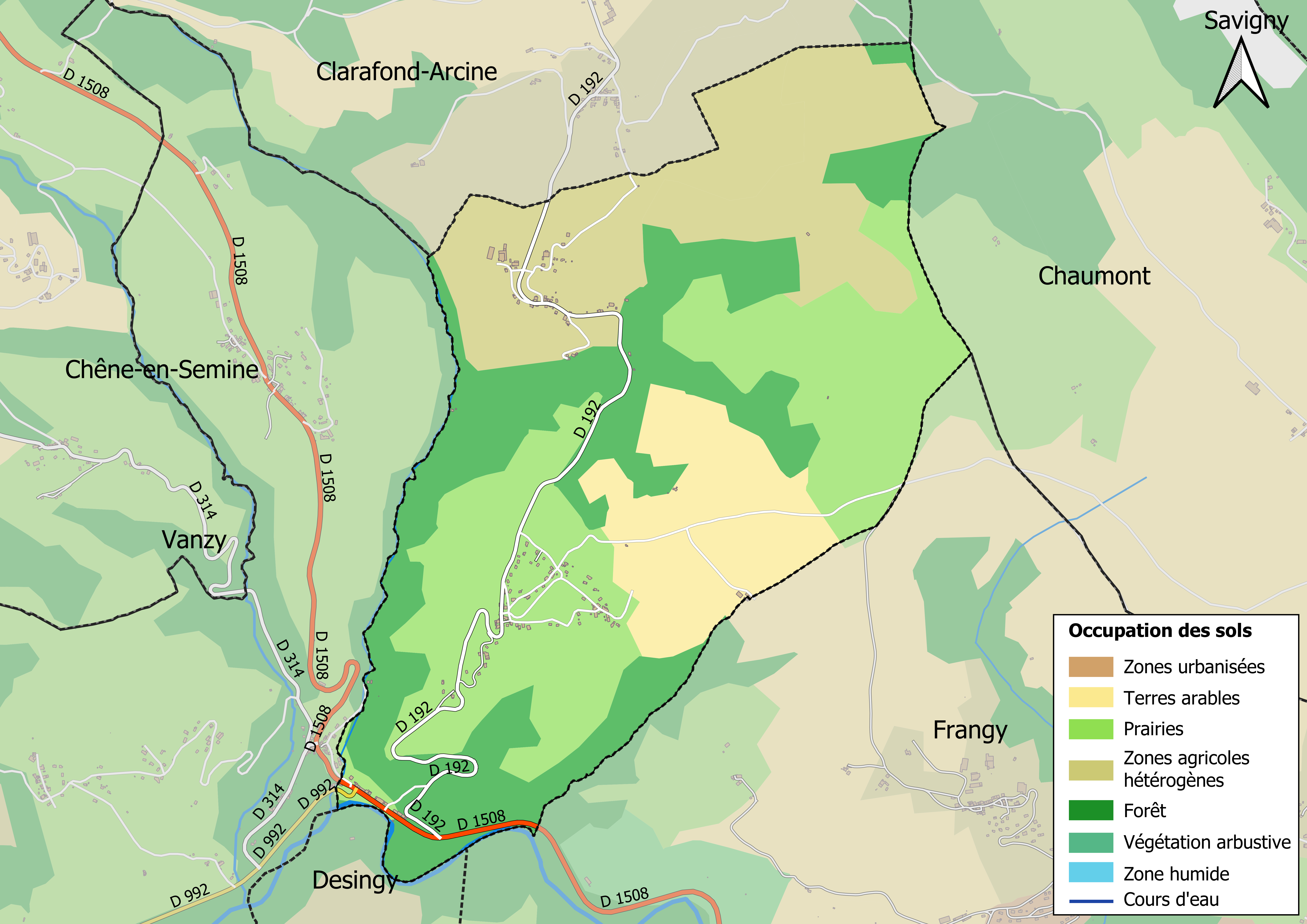
Carte des infrastructures et de l'occupation des sols en 2018 (CLC) de la commune.
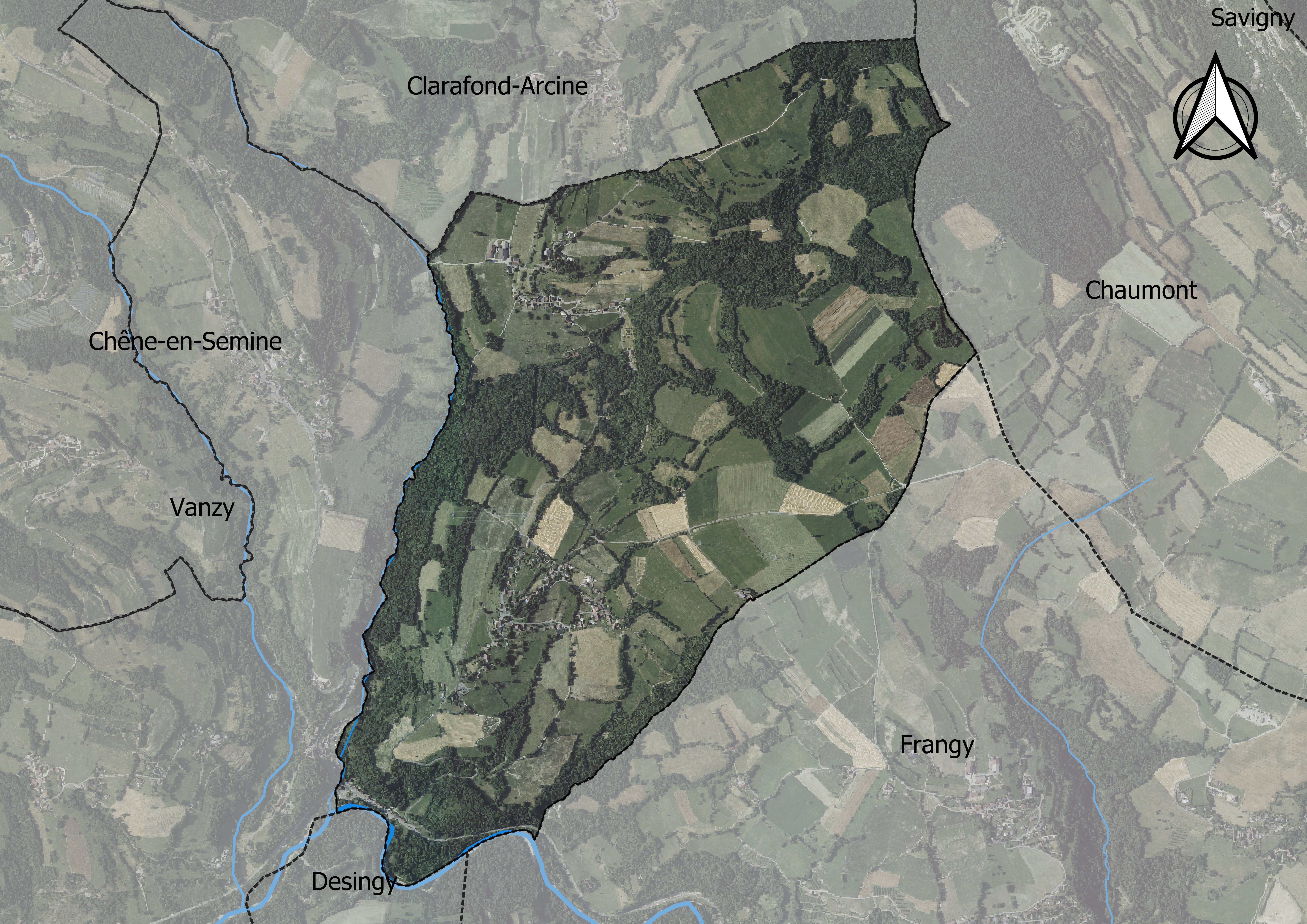
Carte orthophotogrammétrique de la commune.

## Toponymie
Le nom de Chessenaz signifie chênaie (celtique cassanu, gaulois cassanos, qui a donné le bas latin cassanea, le latin médiéval casnus et les vieux français caissene, caisne, chasne, chesne).
En francoprovençal, le nom de la commune s'écrit Shésnâ (graphie de Conflans) ou Chèssenâ (ORB).

## Histoire
- Présence préhistorique et protohistorique (3 sites archéologiques).

## Politique et administration
| Période                                  | Période  | Identité         | Étiquette | Qualité |
| ---------------------------------------- | -------- | ---------------- | --------- | ------- |
| mars 2001                                | En cours | Louis Chaumontet | ...       | ...     |
| Les données manquantes sont à compléter. |          |                  |           |         |

- Taxe d'habitation 2003 : 14,85 % - foncière bâtie 19,56 % - professionnelle 36,58 %.

## Tendances politiques

### Régionales 20041ertour
Résultats complets
| Inscrits   | 122 |         |  |
| Votants    | 78  | 63,93 % |  |
| Exprimés   | 74  | 94,87 % |  |
| LCR/LO     | 4   | 5,41 %  |  |
| PS/PCF/PRG | 6   | 8,11 %  |  |
| Verts      | 14  | 18,92 % |  |
| DVD        | 0   | 0 %     |  |
| UDF/UMP    | 33  | 44,59 % |  |
| FN         | 13  | 17,57 % |  |
| MNR        | 4   | 5,41 %  |  |

## Démographie
L'évolution du nombre d'habitants est connue à travers les recensements de la population effectués dans la commune depuis 1793. Pour les communes de moins de 10 000 habitants, une enquête de recensement portant sur toute la population est réalisée tous les cinq ans, les populations de référence des années intermédiaires étant quant à elles estimées par interpolation ou extrapolation. Pour la commune, le premier recensement exhaustif entrant dans le cadre du nouveau dispositif a été réalisé en 2005.

En 2022, la commune comptait 241 habitants, en évolution de +14,22 % par rapport à 2016 (Haute-Savoie : +6,01 %, France hors Mayotte : +2,11 %).
| 1793 | 1800 | 1806 | 1822 | 1838 | 1848 | 1858 | 1861 | 1866 |
| ---- | ---- | ---- | ---- | ---- | ---- | ---- | ---- | ---- |
| 112  | 181  | 186  | 240  | 251  | 270  | 245  | 245  | 268  |

| 1872 | 1876 | 1881 | 1886 | 1891 | 1896 | 1901 | 1906 | 1911 |
| ---- | ---- | ---- | ---- | ---- | ---- | ---- | ---- | ---- |
| 288  | 308  | 314  | 305  | 266  | 208  | 224  | 237  | 252  |

| 1921 | 1926 | 1931 | 1936 | 1946 | 1954 | 1962 | 1968 | 1975 |
| ---- | ---- | ---- | ---- | ---- | ---- | ---- | ---- | ---- |
| 259  | 230  | 202  | 195  | 172  | 146  | 134  | 125  | 122  |

| 1982 | 1990 | 1999 | 2005 | 2006 | 2010 | 2015 | 2020 | 2022 |
| ---- | ---- | ---- | ---- | ---- | ---- | ---- | ---- | ---- |
| 100  | 107  | 154  | 161  | 163  | 181  | 209  | 224  | 241  |

## Enseignement
- École élémentaire publique - Le site des élèves de Chessenaz

## Économie
- La commune fait partie du terroir pour les appellations d'origine contrôlées AOC « Vin de Savoie » et « Roussette de Savoie ».

## Culture locale et patrimoine

### Lieux et monuments
- Église Assomption-de-Marie.

### Héraldique
| Armes de Chessenaz | Les armes de Chessenaz se blasonnent ainsi : De gueules à la croix d'argent, à une arche de porte d'église du même, brochant sur le tout. |